# Antonio Sánchez Montes de Oca
Antonio Sánchez Montes de Oca (Guadalajara, México; 22 de enero de 2000) es un futbolista mexicano. Juega de portero y su equipo actual es el Atlas Fútbol Club de la Primera División de México. 

## Trayectoria
Sánchez se formó en las categorías inferiores del Atlas Fútbol Club, al cual se unió en el año 2019. Su ascenso en la institución lo llevó a integrar el primer equipo, donde ha sido parte del plantel que consiguió el histórico bicampeonato de liga en el Apertura 2021 y el Clausura 2022, aunque en ese periodo se desempeñaba principalmente como tercer portero.
Para la temporada 2023-2024 de la Liga de Expansión MX, Antonio Sánchez fue cedido a Correcaminos UAT en calidad de préstamo, donde tuvo una participación más activa y logró destacar con importantes actuaciones bajo los tres palos, lo que le permitió acumular experiencia y minutos de juego.
Tras su periodo de préstamo, regresó al Atlas. Actualmente, forma parte del plantel de los "Zorros" y viste el dorsal número 27. Se le considera una de las promesas en la portería mexicana.

## Clubes
| Club                        | País   | Año           |
| --------------------------- | ------ | ------------- |
| Atlas de Guadalajara        | México | 2019-presente |
| Correcaminos UAT (préstamo) | México | 2023-2024     |